# Платиптеригиусы
Платиптеригиусы (лат. Platypterygius, от др.-греч. πλᾰτύς πτερύγιον «широкий плавник») — род ихтиозавров мелового периода, последний по времени обитания из описанных по обнаруженным окаменелостям представителей группы.

## Описание
Крупный ихтиозавр, длиной до 9 метров. Череп низкий, с длинной мордой, небольшой глазницей, длинным посторбитальным отделом. Челюстная кость чрезвычайно удлинена спереди. Зубы массивные, с квадратными в сечении корнями. Чешуйчатой кости нет. Септомаксилла окостеневшая. Затылочный мыщелок полусферический. Стремя массивное, с закруглённой головкой (согласно некоторым исследованиям, животное было глухим). Первые три шейных позвонка срослись. В переднем плавнике чрезвычайно развита гиперфалангия и гипердактилия — число пальцев достигает 10). Фаланги в виде однообразных полигональных косточек. Тазовый пояс плохо известен, вероятно, редуцирован. Хвостовой плавник относительно невысокий, тело довольно длинное. Возможно, имелись какие-то органы кожной чувствительности (типа боковой линии) — на это может указывать структура костей черепа. Питался мелкой добычей (рыба, головоногие), что подтверждают и остатки содержимого желудка австралийского вида.
Род широко распространён в первой половине мелового периода — с барремия по турон, известен как из Северного Полушария (Европа, Россия, Северная Америка), так и из Южного (Австралия и Аргентина). Не менее 4 видов, разделяемых на 3 подрода: Platypterygius, Longirostria, Tenuirostria, Pervushovisaurus. Типовой вид — P. (Platypterygius) platydactylus, из апта Германии, описан Бройли в 1907 году. Хорошо изучен австралийский вид P. (Longirostria) longmani из апта — турона Австралийского мелового моря. Это крупный (до 7 метров длиной) длинномордый вид. Первые остатки описаны как Ichthyosaurus australis МакКоем в 1867—1869 годах. Вид установлен М. Уэйдом в 1988 году. К роду может принадлежать также P. hercynicus из поздней юры Баварии.

## «Российские» платиптеригиусы

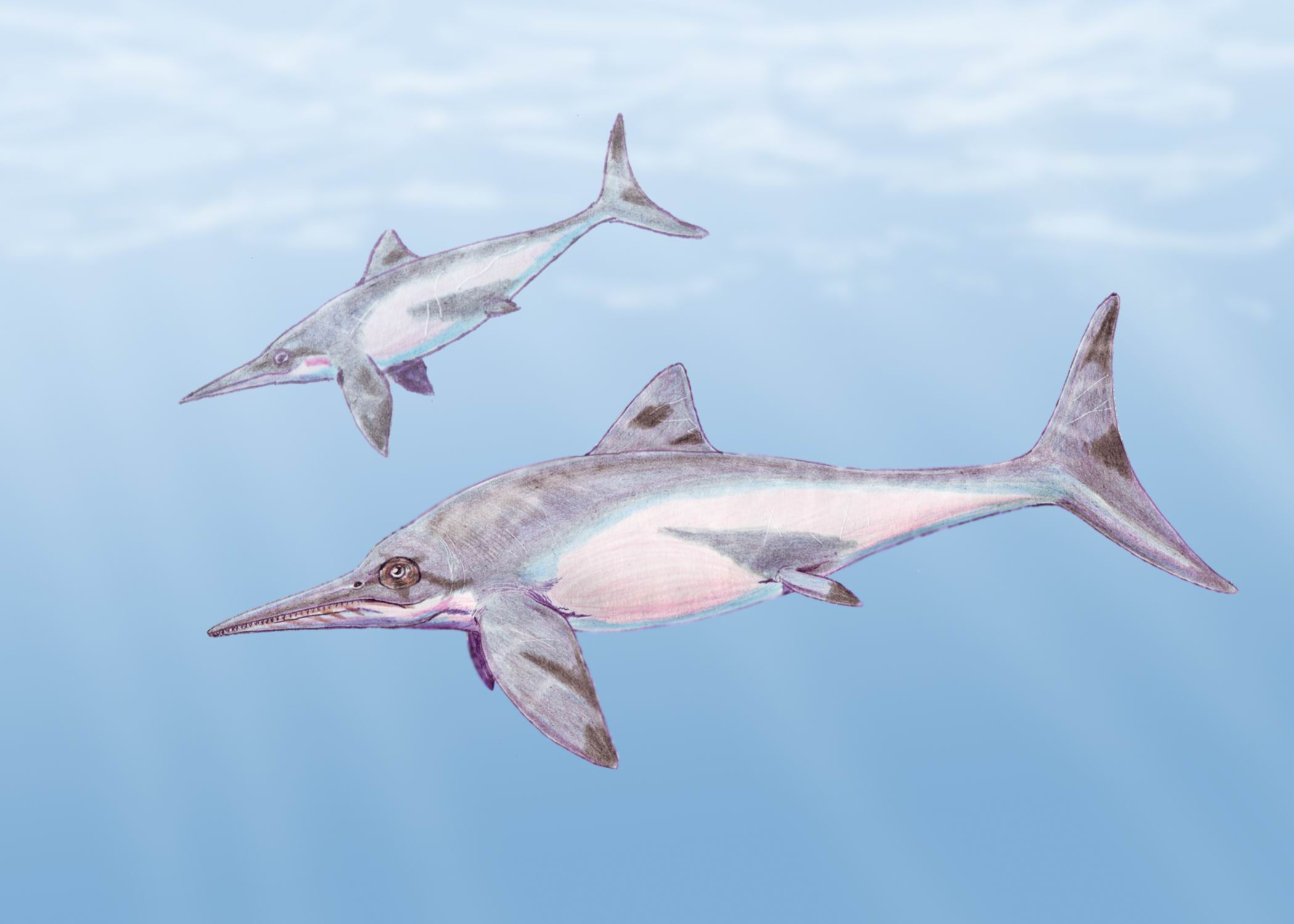
Platypterygius kiprijanoffi

Остатки этого рода известны и из раннемеловых отложений России. Неполный череп Platypterygius kiprijanoffi был описан В. Киприяновым (как Ichthyosaurus campylodon) в 1881 году из альба-сеномана Курской области. Это довольно крупный ихтиозавр, с черепом около 75 см длиной. Отличается высоким черепом с недлинной мордой. Другие виды известны из раннего мела Поволжья:
- P. steleodon происходит из готерива-баррема Ульяновской области, описан по фрагментам челюстей и позвоночного столба.
- P. birjukovi известен по большей части черепа и позвоночного столба из баррема Ульяновской области. Отличается весьма крупными зубами. Орбиты низкие. Хорошо заметны вдавления на носовых костях (следы каких-то рецепторов?). Длина черепа более 70 см.
- P. bedengensis описан по черепу и передней части скелета из готерива Ульяновской области. Длина около 5 метров. Чрезвычайно близок к австралийскому P. longmani, отличаясь деталями строения кисти.
- P. (Pervushovisaurus) bannovkensis — из среднего сеномана Саратовской области, описан по неполному черепу. Череп необычайно низкий и длинный, до 1,3 метра длиной. Орбиты низкие, сам череп уплощён. Рыло массивное, хорошо заметны ямки на роструме. Вероятно, последний из ихтиозавров, происходящий уже из позднемеловых отложений.

Синонимы рода: Myobradypterygius, Myopterygius, Plutoniosaurus, Simbirskiasaurus.
Платиптеригиус интересен как последний по времени из классифицированных ихтиозавров и единственный из описанных меловой представитель группы. Австралийский и аргентинский виды могли обитать в относительно холодных полярных морях.